# Тайната доктрина
Тайната доктрина (с пълно заглавие Тайната доктрина. Синтез на наука, религия и философия) е псевдонаучна книга от Елена Блаватска, приемана за един от основните ѝ трудове. Книгата излиза на английски в два тома през 1888 година. Първият том е наречен „Космогенезис“, а втория „Антропогенезис“. След смъртта на Блаватска е публикуван и трети том – „Езотерика“, под редакцията на Ани Безант. Авторката характеризира труда си като „езотеричен будизъм“, като такъв според преобладаващото сред изследователите на будизма мнение не съществува.
Блаватска твърди в книгата си, че съдържанието ѝ е било написано от нея съвместно с махатма Кут Хуми Лал Сингх и също така махатма Мория, с които е обсъждала съдържанието по телепатичен път, че тя съдържа познанията за духовната история на човечеството, за знанието, и че е вече възможно да се открие това скрито знание за мирозданието. Когато Егото позволи на Божеството да се изяви, тогава разликата между Човек, Божество и Вселена се заличава. Човекът става „Познаващ“ („Дживанмукта“ – освободена въплътена душа). Като основен метод в този процес Блаватска сочи наречената от нея „Доктрина на Сърцето“, в която твърди, че то е единствения меродавен по отношение истинността на всяко придобито знание, за разлика от „Доктрината на Окото“, тоест на външното, показното. Така Блаватска разпределя теченията и в науката и в религията, а дори и в изкуството и културата. В „Тайната доктрина“ се твърди, че има точни, старателно картографирани и описани наблюдения в продължение на 855 360 г. (33 периода на прецесия), според Блаватска наследени от астронома Асурамая, съхранени и доразвити от брамините от Тирувалур в Индия.
Томовете „Космогенезис“ и „Антропогенезис“ представляват обстоен коментар на фолиантите Киу-те написани на древния сензар, и книгата Дзиан (на санскрит Дхиан) – на тибетски език. В том „Езотерика“, включен в българското издание продължава поставеното в „Разбулената Изида“ начало на съвременната теософия. Томът е незавършен, поради смъртта на автора. Това издание съдържа и включените от Ани Безант лекции на Елена Блаватска, публикувани в сп. „Луцифер“ от 1887 г., както и кратък речник на термините. В цялата книга е вплетена нишката с анализите на Блаватска за приликите и различиията между теософията от една страна и основните религии, философски течения, кабала, както и интерпретациите на научните открития от това време, от друга страна. За непосредствен продължител на делото на Блаватска е прието да се смятат Елена Рьорих и Жива Етика. – преводачът на „Тайната доктрина“ от английски на руски език

## Книгата Дзиан
Елена Блаватска твърди, че книгата „Дзиан“ е древен текст с тибетски произход, който тя е видяла в подземен тибетски манастир, запомнила и възпроизвела по спомени и с мистична телепатична помощ от махатма. Строфите (стансите) му формират основата за „Тайната доктрина“. Представянето ѝ от Блаватска пред света поражда много противоречия относно произхода, значението и тълкуването на трудните, често неразбираеми текстове. Предполагаемо преминала през сложна транслитерация и превод с помощта на китайски и санскритски еквиваленти на термините, книгата Дзиан би била само фолклор, без да е придружена от коментари. Според Блаватска именно те я превръщат във философско, космологическо, религиозно и научно творение, съизмеримо с Ведите, Упанишадите и Дао Дъ Дзин. Ето какво казва тя по въпроса: „Например, ако превеждахме на руски език, ползвайки само съществителните и техническите термини, употребени в един от тибетските и сензарски текстове, първият стих би трябвало да се чете така:
Tho-og в Zhi-gyu спало семъ Khorlo. Zodmanas-zhiba. Все Nyng лоно; Kopch-hog нет; Thyan-Kam нет;
Lha-Chohan нет; Tepbrel Chugnyi нет; Dharmakaya прекратиласъ; Tgen-chagn не стало; Barnang и Ssa в Ngobonyidj; лишъ единьій Tho-og Yinsin в ночи Утзт в ночи Sunchan и Yong-Grub (Паранишпанна)
Това би звучало като чиста абракадабра“.
В томовете „Космогенезис“ и „Антропогенезис“ са представени именно тези коментари. В том „Езотерика“ се съдържат кратки животоописания за Сидхарта Гаутама, Дже Дзонкапа, Симон Влъхва, Аполоний Тиански, както и някои, макар и в начален стадий на разработка окултни теми.

## Основни принципи
Тайната Доктрина установява три фундаментални, базови положения:
1. Вечен, Вездесъщ, Безкраен и Непрекъснат Принцип, за който е невъзможно никакво разсъждение, поради това че той превишава човешкото разбиране и всеки опит да бъде изразен или уподобен, води само до неговото умаляване. За да станат по-ясни тези идеи на обикновения читател, ще му предложим да започне с постулата за съществуването само на Единна, Абсолютна Реалност, която предшества цялото проявено и обусловено Битие. Тази Безкрайна и Вечна Причина е Безкоренен Корен на „всичко, което е било, е, и което ще бъде“[19].
2. Вечност на Вселената като цялостна и периодична, „арена на безчислени вселени, непрестанно проявяващи се и изчезващи“, наричани в „Тайната долтрина“ „проявяващи се звезди“ и „искри на вечността“. Периодичността в смяната деня и нощта, живота и смъртта, съня и бодърстването, разпространеността на тази периодичност абсолютно навсякъде, без никакви изключения, прави от него един от най-абсолютните и фундаментални Закони на Вселената[20].
3. Основополагаща тъждественост на всички души със Световната Свръх-Душа, която сама е един от аспектите на Неизповедимия Корен; неизбежно странстване за всяка душа – искра на Свръх-Душата – чрез цикъл на въплъщения (или „необходимостта“), в съгласие със закона на цикличността и кармата, в продължението на целия срок. С други думи, нито една божествена душа не може да има независимо (съзнателно) съществуване, преди искрата, отлетяла от Свръх-Душата,

а) не премине през всяка първична форма на феноменалния свят… и
б) не добие индивидуалност: отначало по силата на вроден импулс, а след това посредством лични и целенасочени усилия (контролирани от нейната карма), издигайки се по такъв начин по всички степени на разума, от низшия до висшия манас, от минерала и растението до висшия архангел (Дхиани-Буда).
В езотерическата философия неизменно се отрича наличието на каквито и да било други привилегии или особени дарования у човека, освен тези, които са достигнати от чисто неговите лични усилия и заслуги в продължението на редица метемпсихози и перевъплъщения Седем свещени стихии (таттви): Ади таттва, Анупадака таттва, Акаша таттва, Тейджас таттва, Ваю таттва, Апас таттва, Притхиви таттва.